# Evans-Pondorf
Evans-Pondorf is een Duits historisch merk van motorfietsen.
De bedrijfsnaam was: Evans-Pondorf Aktiengesellschaft für Motorenbau, Berlin
Dit bedrijf begon in 1924 met de productie van lichte motorfietsjes. Dit was een periode dat er in Duitsland weliswaar grote behoefte was aan goedkope vervoermiddelen, maar al in 1923 waren honderden merken op deze behoefte ingesprongen. Zeker in een stad als Berlijn waren er op die manier tientallen concurrenten, die vrijwel allemaal in 1925 de poorten weer moesten sluiten. Bovendien kon men in Duitsland gemakkelijk aan lichte inbouwmotoren van allerlei merken komen, maar Evans-Pondorf dankte zijn naam aan de 119cc-tweetaktmotortjes die bij Evans in het Amerikaanse Rochester werden ingekocht. Men probeerde het tij te keren door een zware 496cc-eencilinder met voetschakeling te ontwikkelen, maar die kwam niet meer in productie.